# ذا بيفرلي هيلتون
ذا بيفرلي هيلتون (بالإنجليزية: The Beverly Hilton)‏ هو فندق يمتد على مساحة 8.9 فداناً (3.6 هكتار) من العقارات عند تقاطع يلشاير وسانتا مونيكا في بيفرلي هيلز، كاليفورنيا. وقد استضاف بيفرلي هيلتون العديد من عروض الجوائز، والإعانات الخيرية والفعاليات الترفيهية وفعاليات صناعة الصور المتحركة، وربما يشتهر بكونه المقر السنوي لجوائز غولدن غلوب وجوائز إيمي الصباحية.
 

## التاريخ
افتتح كونراد هيلتون بيفرلي هيلتون في عام 1953. و صمم المهندس المعماري ويلتون بيكيت الفندق ليكون تحفةً مع 582 غرفة.
ومنذ عام 1961، قد استضافت صالة الفندق الدولية حفل جائزة غولدن غلوب، التي تمنحها سنوياً جمعية الصحافة الأجنبية في هوليوود.
في عام 1975، تم بيع 50٪ من الممتلكات إلى شركة برودينشال إنشورانس مما شكل شراكةً مع شركة فنادق هيلتون. باعت الشراكة الفندق للمضيف ورجل الأعمال ميرف غريفين مقابل 100200000 $ في كانون الأول/ ديسمبر عام1987.
وكان ذا بيفرلي هيلتون قد انتهى من التجديد بقيمة $ 35000000 قبل الشراء من قبل غريفين. كان الفندق الخيار الثاني لغريفين، حيث كان قد أعرب عن رغبته في شراء فندق بيفرلي هيلز المؤلف من 260 غرفة، والذي كان قد بيع مؤخراً إلى سلطان بروناي حسن البلقية مقابل 200 مليون دولار من قبل مجموعة يرأسها تاجر النفط في دنفر مارفن ديفيس.
امتلك غريفين الفندق بين عامي 1987-2003، وهي الفترة التي تلاشت فيها سمعته بسبب تأجيل الصيانة وزيادة المنافسة. في عام 2003 باع غريفين بيفرلي هيلتون مقابل 130 مليون دولار لبيني آلاجم، المؤسس المشارك لشركة باكارد بيل للإلكترونيات، من خلال شركته أوازيس ويست ريلتي.
خفض التجديد عدد الغرف إلى 570، والتي تتميز بأجهزة تلفاز بلازما عالية الوضوح 42 بوصة وأجهزة راديو بوز ويف. كما تحتوي الغرف على مساحات واسعة للعمل، مما أحدث تغييراً في الفندق، الذي كان يأوي لفترة طويلة السياح في المعظم، إلى منشأة يشكل فيها المسافرون من رجال الأعمال 80 في المئة من الزبائن
في 11 شباط / فبراير عام 2012، توفيت المغنية ويتني هيوستن في حوض الاستحمام الخاص بها في غرفة في الفندق.
 

## بيفرلي هيلز والدورف أستوريا والمعيار إتش
في نيسان / أبريل عام 2006، تم كشف النقاب عن خطط للتوسع بقيمة 500 مليون دولار لمنشأة بيفرلي هيلتون. وتتطلب الخطط تعديلاً على خطط بيفرلي هيلز المتعلقة بحد الارتفاع بثلاثة طوابق من أجل بناء برجين للشقق الخاصة مؤلفين من 13 طابقاً وفندق للشقق الخاصة مؤلفاً من 15 طابقاً، حيث سيتم تأجير الغرف للنزلاء عندما يكون أصحابها غائبين. كان أحد مقاصد الخطة جعل الفندق المحسن كبديل ذو 4½ نجوم أقل كلفةً من منافسيه القريبين ذوي الخمس نجوم مثل البينينسولا.
يمكن لاثنين من المباني الجديدة المؤلفة من ثلاثة طوابق في جادة ويلشاير إيواء 96 غرفةً للنزلاء ومحلات تجارية. سيتم تجديد بيفرلي هيلتون إلى فندق، أصغر بـ 402 غرفة، وستعاد تسميته بـ بيفرلي هيلتون أوازيس. سوف يتم إدخال فندق والدورف-استوريا بيفرلي هيلز المؤلف من 120غرفة، والذي صممه جينسلر مع التصميم الداخلي من قبل بيير-إيف روشون، إلى المشروع. سيكون فندق والدورف-استوريا بيفرلي هيلز أول فندق جديد للعلامة التجارية على الساحل الغربي.
 

## الأحداث البارزة
- جوائز غولدن غلوب منذ عام 1961
- حفلة كلايف ديفيس قبل جوائز الجرامي
- «المؤتمر الصحفي الأخير» لريتشارد نيكسون، الذي هاجم فيه وسائل الإعلام بعد هزيمته في سباق الحكام في كاليفورنيا عام 1962
- تم تصوير شريط فيديو للمرشح لرئاسة الولايات المتحدة والسيناتور جون إدواردز أثناء زيارته لريلي هنتر، خلال فضيحته الغرامية خارج نطاق الزواج.
- توفيت المغنية والممثلة الأميركية ويتني هيوستن في الفندق في 11 شباط / فبراير عام 2012 بعد الغرق عن طريق الخطأ في حوض الاستحمام في غرفتها.[9]

## روابط خارجية
```
موقع بيفرلي هيلتون
```